# Сихарулидзе, Давид Филиппович
Давид Филиппович Сихарулидзе (1927, Чохатаурский район, ССР Грузия) — звеньевой колхоза имени Бакрадзе Чохатаурского района, Грузинская ССР. Герой Социалистического Труда (1951).

## Биография
Родился в 1927 году в крестьянской семье в одном из сельских населённых пунктов Чохатаурского района. Трудовую деятельность начал в годы Великой Отечественной войны на виноградниках колхоза имени Бакрадзе Чохатаурского района. В послевоенные годы — звеньевой виноградарей в этом же колхозе. За выдающиеся трудовые достижения по итогам работы в 1949 году награждён Орденом Ленина.
В 1950 году звено под его руководством собрало в среднем с каждого гектара по 127,4 центнера винограда с площади 6,5 гектара. Указом Президиума Верховного Совета СССР от 1 сентября 1951 года удостоен звания Героя Социалистического Труда за «получение высоких урожаев винограда в 1948 году» с вручением ордена Ленина и золотой медали «Серп и Молот» (№ 6118).
Дальнейшая судьба не известна.
Награды
- Герой Социалистического Труда
- Орден Ленина — дважды (05.09.1950; 1951)